# 薩林鎮區 (阿肯色州溫泉縣)
薩林鎮區（英語：Saline Township）是位於美國阿肯色州溫泉縣的一個行政鎮區。

## 地方資料
薩林鎮區的面積為66.19平方千米，當中陸地面積為66.16平方千米，而水域面積為0.03平方千米。根據2010年美國人口普查的數據，當地共有人口1764人，而人口密度為每平方千米26.65人。